# بخش مرکزی شهرستان نائین
بخش مرکزی شهرستان نائین یکی از بخش‌های تابع شهرستان نائین در استان اصفهان ایران است.

## تقسیمات کشوری
- بخش مرکزی شهرستان نائین 
  - دهستان بهارستان
  - دهستان کوهستان
  - دهستان لای سیاه

شهرها : نائین ، بافران

## جمعیت
براساس سرشماری عمومی نفوس و مسکن در سال ۱۳۹۵، جمعیت بخش مرکزی شهرستان نائین برابر با ۳۵،۴۴۰ نفر بوده‌است.